# Cameron Highlands
Pour les articles homonymes, voir Cameron.
Les Cameron Highlands (malais : Tanah Tinggi Cameron, chinois : 金马崙高原, tamoul : கேமரன் மலை) sont un district de l'État de Pahang en Malaisie.

## Histoire
Explorée par le Britannique William Cameron (explorateur) (en) en 1885, les Cameron Highlands deviennent une station de montagne dès les années 1930. De nombreuses plantations de thé sont également développées. La région est devenue un site touristique important.

## Géographie
Le district compte huit localités (dont le centre administratif Tanah Rata) situées à des altitudes comprises entre 800 et 1 600 mètres d'altitude. Au nord, sa limite touche Kelantan ; à l'ouest, il partage une partie de sa frontière avec le Perak.